# 고시시
고시시(일본어: 合志市)는 일본 구마모토현 중북부에 있는 시이다.

## 지리
구마모토현 북부의 내륙부에 위치한다. 시 북부는 아소산의 화산재가 내려 쌓인 구로보쿠(黒ボク)로 불리는 화산재성 부식토에 덮인 광대한 농지가 펼쳐져 현내 유수의 곡창지대이다. 주택지·상업지는 국도·현도나 구마모토 전기철도를 따라 형성되어 있다. 또 구마모토시와 인접한 남서부 일대에 신시가지를 형성하고 있어 구마모토시의 베드타운으로 인구는 증가 경향에 있다.

## 인접하는 자치체
- 구마모토시
- 기쿠치시
- 기쿠치군 기쿠요정, 오즈정
- 가모토군 우에키정

## 역사
- 1889년 4월 1일 - 정촌제 시행으로 현재의 시역에 고시군 고시촌·니시고시촌이 성립하였다.
- 1896년 4월 1일 - 군제 시행으로 고시촌·니시고시촌 모두 기쿠치군 소속이 되었다.
- 1966년 4월 1일 - 고시촌이 정으로 승격해 고시정이 되었다.
- 1966년 10월 1일 - 니시고시촌이 정으로 승격해 니시고시정이 되었다.
- 2006년 2월 27일 - 기쿠치군 고시정·니시고시정이 합병해 고시시가 성립하였다.

## 교통

### 철도
- 구마모토 전기철도 기쿠치선

### 도로
- 국도 387호선